# The Future Bites
The Future Bites (zapisywane skrótowo jako TFB™) – szósty album studyjny brytyjskiego muzyka Stevena Wilsona. Początkowo premierę albumu zapowiedziano na 12 czerwca 2020, lecz później została przeniesiona na 29 stycznia 2021, wskutek wybuchu Pandemii Covid-19. Album został nagrany w Londynie we współpracy z Davidem Kostenem.

## Lista utworów[4]
1. „Unself” - 1:05
2. „Self” - 2:55
3. „King Ghost” - 4:06
4. „12 Things I Forgot” - 4:42
5. „Eminent Sleaze” - 3:52
6. „Man of the People” - 4:41
7. „Personal Shopper” - 9:49
8. „Follower” - 4:39
9. „Count of Unease” - 6:08